# 古大湖镇
古大湖镇，原为青肯泡乡，是中华人民共和国黑龙江省绥化市安达市下辖的一个乡镇级行政单位。2018年撤乡设镇。区划代码改为 231281111。

## 行政区划
古大湖镇下辖以下地区：
民生村、自卫村、革命村、巩固村、双山村、黎明村和农义村。